# Parijs-Nice 2015
De 73e editie van de wielerwedstrijd Parijs-Nice werd verreden tussen zondag 8 maart en zondag 15 maart 2015. Deze editie werd gewonnen door de Australiër Richie Porte, die Michał Kwiatkowski met 30 seconden versloeg. De Sloveen Simon Špilak werd derde, eveneens met 30 seconden achterstand.

## Deelnemende ploegen
Er mochten twintig ploegen deelnemen van organisator ASO, zeventien ploegen rechtstreeks uit de UCI World Tour en drie via wildcards uit de procontinentale tour namelijk Cofidis, Europcar en Bretagne-Séché.
| 18 UCI World Tour-ploegen | 18 UCI World Tour-ploegen | 18 UCI World Tour-ploegen | 3 wildcards                  |
| ------------------------- | ------------------------- | ------------------------- | ---------------------------- |
| AG2R La Mondiale          | FDJ                       | LottoNL-Jumbo             | Cofidis                      |
| Astana                    | Giant-Alpecin             | Movistar                  | Europcar                     |
| BMC Racing Team           | IAM Cycling               | Orica-BikeExchange        | Bretagne-Séché Environnement |
| Cannondale                | Katjoesja                 | Team Sky                  |                              |
| Dimension Data            | Lampre-Merida             | Tinkoff                   |                              |
| Etixx-Quick Step          | Lotto Soudal              | Trek-Segafredo            |                              |
|                           |                           |                           |                              |
|                           |                           |                           |                              |

## Etappe-overzicht
Deze editie ging van start met een proloog van 6,7 kilometer in Maurepas. Dit is een gemeente nabij Parijs. Op maandag 9 maart startte de eerste etappe in Saint-Rémy-lès-Chevreuse. Hierna volgden enkele vlakke ritten. Voor het klimspektakel moest gewacht worden tot de vierde etappe, met een klim van 10 km aan bijna 7 percent. De ritten naar Rasteau en Nice waren overgangsritten met een open einde. De eindbeslissing viel tijdens de laatste etappe, een 10 kilometer lange klimtijdrit vanuit Nice naar het dorpje Èze.
| Etappe | Datum    | Start - Finish                                   | Afstand | Type        | Winnaar            | Klassementsleider  |
| ------ | -------- | ------------------------------------------------ | ------- | ----------- | ------------------ | ------------------ |
| P      | 8 maart  | Maurepas – Maurepas                              | 6,7 km  | Proloog     | Michał Kwiatkowski | Michał Kwiatkowski |
| 1      | 9 maart  | Saint-Rémy-lès-Chevreuse – Contres               | 192 km  | Vlakke rit  | Alexander Kristoff | Michał Kwiatkowski |
| 2      | 10 maart | Saint-Aignan – Saint-Amand-Montrond              | 172 km  | Vlakke rit  | André Greipel      | Michał Kwiatkowski |
| 3      | 11 maart | Saint-Amand-Montrond – Saint-Pourçain-sur-Sioule | 179 km  | Vlakke rit  | Michael Matthews   | Michael Matthews   |
| 4      | 12 maart | Varennes-sur-Allier – Croix de Chaubouret        | 204 km  | Bergrit     | Richie Porte       | Michał Kwiatkowski |
| 5      | 13 maart | Saint-Étienne – Rasteau                          | 192 km  | Heuvelrit   | Davide Cimolai     | Michał Kwiatkowski |
| 6      | 14 maart | Vence- Nice(Promenade des Anglais)               | 182 km  | Bergrit     | Tony Gallopin      | Tony Gallopin      |
| 7      | 15 maart | Nice – Col d'Èze                                 | 10 km   | Klimtijdrit | Richie Porte       | Richie Porte       |

## Etappe-uitslagen

### Proloog

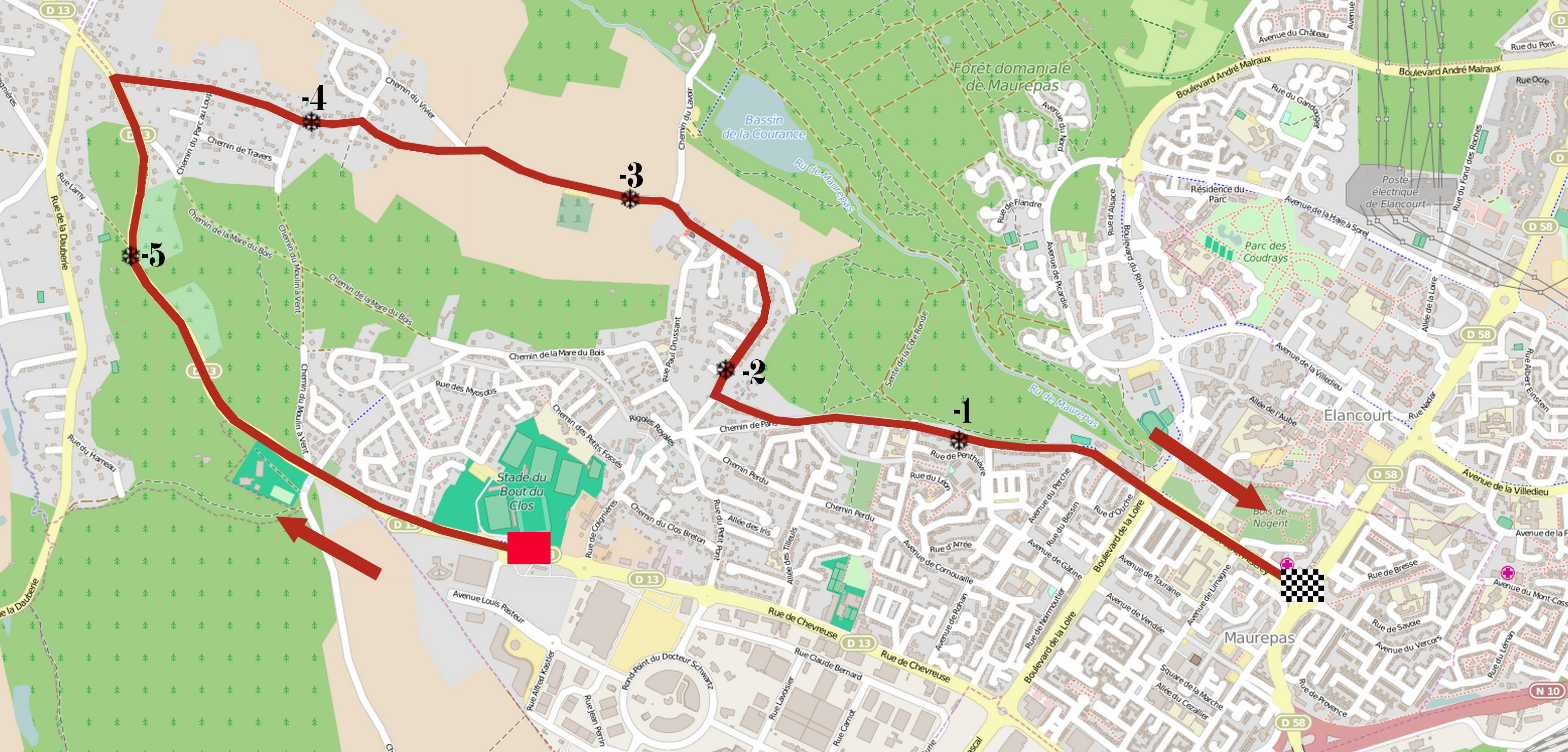

Wereldkampioen Michał Kwiatkowski won de proloog in Parijs-Nice. De Pool van Etixx-Quick Step was een fractie sneller dan werelduurrecordhouder Rohan Dennis van BMC Racing Team. Slechts 31 honderdste van een seconde was het verschil tussen de Pool en de Australiër. Etixx-Quick Step ploegmaat Tony Martin maakte het feestje compleet met zijn derde plaats. Door de zege van Kwiatkowski mag hij ook als eerste het geel van het algemeen klassement om zijn schouders dragen.
Beste Nederlander werd Lars Boom van Astana, met tien tellen achterstand op Kwiatkowski eindigde hij als vijfde in de proloog. Naast Boom eindigde ook Tom Dumoulin in de top tien. Met een achterstand van dertien seconden werd de Giant-Alpecin-renner negende. Philippe Gilbert was de beste Belg op de achttiende plaats, met een achterstand van zeventien seconden.
| Maurepas – Maurepas (6,7 km) |                    |                  |       |
| Plaats                       | Naam               | Ploeg            | Tijd  |
| Winnaar                      | Michał Kwiatkowski | Etixx-Quick Step | 7'40" |
| 2                            | Rohan Dennis       | BMC Racing Team  | z.t.  |
| 3                            | Tony Martin        | Etixx-Quick Step | + 7"  |
| 4                            | Luis León Sánchez  | Astana           | + 10" |
| 5                            | Lars Boom          | Astana           | z.t.  |
| 6                            | John Degenkolb     | Giant-Alpecin    | z.t.  |
| 7                            | Sylvain Chavanel   | IAM Cycling      | z.t.  |
| 8                            | Michael Matthews   | Orica-GreenEdge  | + 12" |
| 9                            | Tom Dumoulin       | Giant-Alpecin    | + 13" |
| 10                           | Geraint Thomas     | Team Sky         | + 14" |
|                              |                    |                  |       |
| 18                           | Philippe Gilbert   | BMC Racing Team  | + 17" |

| Algemeen klassement |                    |                  |       |
| Plaats              | Naam               | Ploeg            | Tijd  |
| Gele trui           | Michał Kwiatkowski | Etixx-Quick Step | 7'40" |
| 2                   | Rohan Dennis       | BMC Racing Team  | z.t.  |
| 3                   | Tony Martin        | Etixx-Quick Step | + 7"  |
| 4                   | Luis León Sánchez  | Astana           | + 10" |
| 5                   | Lars Boom          | Astana           | z.t.  |
| 6                   | John Degenkolb     | Giant-Alpecin    | z.t.  |
| 7                   | Sylvain Chavanel   | IAM Cycling      | z.t.  |
| 8                   | Michael Matthews   | Orica-GreenEdge  | + 12" |
| 9                   | Tom Dumoulin       | Giant-Alpecin    | + 13" |
| 10                  | Geraint Thomas     | Team Sky         | + 14" |
|                     |                    |                  |       |
| 18                  | Philippe Gilbert   | BMC Racing Team  | + 17" |

### 1e etappe
Het waren de Fransen Thomas Voeckler en Anthony Delaplace die de vlakke etappe kleur gaven met een lange ontsnapping. De renners hielden lang, mede door een sterk slotoffensief, hun voorsprong vast, maar enkele kilometers voor het einde werden zij ingelopen door het peloton. De volgende eindsprint werd met overmacht gewonnen door de Noor Alexander Kristoff (Katjoesja). Nacer Bouhanni en Bryan Coquard volgende op respectievelijk de tweede en derde plaats. De beste Nederlander werd Moreno Hofland van LottoNL-Jumbo, op de zevende plaats. De eerste Belg werd Jonas Van Genechten, hij eindigde op de veertiende plaats.
De Pool Michał Kwiatkowski hield gemakkelijk de leiderstrui door de massasprint, tevens voert hij het jongerenklassement aan. De Fransman Jonathan Hivert van Bretagne-Séché Environnement pakte de enige bergpunten en mag zodoende de bolletjestrui aantrekken. Kristoff pakt het groen door zijn etappeoverwinning.
De laatste dertig kilometer werd verder ontsierd door een valpartij van de Belg Tom Boonen. De renner van Etixx-Quick Step reed in het achterwiel van een ploegmaat en viel zodoende op zijn schouder. Met een blessure aan de pezen van zijn sleutelbeen moest hij opgeven.
| Saint-Rémy-lès-Chevreuse – Contres (192 km) |                     |                     |          |
| Plaats                                      | Naam                | Ploeg               | Tijd     |
| Winnaar                                     | Alexander Kristoff  | Katjoesja           | 5u15'18" |
| 2                                           | Nacer Bouhanni      | Cofidis             | z.t.     |
| 3                                           | Bryan Coquard       | Europcar            | z.t.     |
| 4                                           | Heinrich Haussler   | IAM Cycling         | z.t.     |
| 5                                           | Giacomo Nizzolo     | Trek Factory Racing | z.t.     |
| 6                                           | José Joaquín Rojas  | Movistar            | z.t.     |
| 7                                           | Moreno Hofland      | LottoNL-Jumbo       | z.t.     |
| 8                                           | Niccolò Bonifazio   | Lampre-Merida       | z.t.     |
| 9                                           | Ben Swift           | Team Sky            | z.t.     |
| 10                                          | Michael Matthews    | Orica-GreenEdge     | z.t.     |
|                                             |                     |                     |          |
| 14                                          | Jonas Van Genechten | IAM Cycling         | z.t.     |

| Algemeen klassement |                    |                  |          |
| Plaats              | Naam               | Ploeg            | Tijd     |
| Gele trui           | Michał Kwiatkowski | Etixx-Quick Step | 5u22'58" |
| 2                   | Rohan Dennis       | BMC Racing Team  | z.t.     |
| 3                   | Tony Martin        | Etixx-Quick Step | + 7"     |
| 4                   | John Degenkolb     | Giant-Alpecin    | + 9"     |
| 5                   | Luis León Sánchez  | Astana           | + 10"    |
| 6                   | Lars Boom          | Astana           | z.t.     |
| 7                   | Michael Matthews   | Orica-GreenEdge  | z.t.     |
| 8                   | Sylvain Chavanel   | IAM Cycling      | z.t.     |
| 9                   | Tom Dumoulin       | Giant-Alpecin    | + 13"    |
| 10                  | Geraint Thomas     | Team Sky         | z.t.     |
|                     |                    |                  |          |
| 18                  | Philippe Gilbert   | BMC Racing Team  | + 17"    |

### 2e etappe
De tweede etappe werd wederom kleur gegeven door een Fransman. Ditmaal was het Arnaud Gérard van Bretagne-Séché Environnement die een lange ontsnappingspoging deed. Hij werd ongeveer vijftien kilometer voor de streep weer bijgehaald alvorens Tony Martin, Lars Boom en Geraint Thomas nog een poging waagde om een massasprint te voorkomen. Ook deze poging mislukte en dus kwamen de sprinters naar voren toe.
Waar de Duitser André Greipel (Lotto Soudal) in de eerste etappe niet meesprintte wist hij hier nipt de zege voor de Fransman Arnaud Démare te behalen. John Degenkolb maakte de top drie compleet door naar de derde plaats te sprinten. Opnieuw was Moreno Hofland, met een zevende plek, de beste Nederlander.
In het algemeen klassement behield de Pool Michał Kwiatkowski de leiding, net als in het jongerenklassement. De bolletjestrui bleef om de schouders van Jonathan Hivert hangen en ook Alexander Kristoff behield de leiding in het puntenklassement. Grootste stijger van de dag was John Degenkolb. Hij benaderde Kwiatkowski tot op slechts twee seconden.
| Saint-Aignan – Saint-Amand-Montrond (172 km) |                     |                 |          |
| Plaats                                       | Naam                | Ploeg           | Tijd     |
| Winnaar                                      | André Greipel       | Lotto Soudal    | 4u30'18" |
| 2                                            | Arnaud Démare       | FDJ             | z.t.     |
| 3                                            | John Degenkolb      | Giant-Alpecin   | z.t.     |
| 4                                            | Michael Matthews    | Orica-GreenEdge | z.t.     |
| 5                                            | José Joaquín Rojas  | Movistar        | z.t.     |
| 6                                            | Nacer Bouhanni      | Cofidis         | z.t.     |
| 7                                            | Moreno Hofland      | LottoNL-Jumbo   | z.t.     |
| 8                                            | Alexander Kristoff  | Katjoesja       | z.t.     |
| 9                                            | Jonas Van Genechten | IAM Cycling     | z.t.     |
| 10                                           | Niccolò Bonifazio   | Lampre-Merida   | z.t.     |

| Algemeen klassement |                    |                  |          |
| Plaats              | Naam               | Ploeg            | Tijd     |
| Gele trui           | Michał Kwiatkowski | Etixx-Quick Step | 5u22'58" |
| 2                   | Rohan Dennis       | BMC Racing Team  | z.t.     |
| 3                   | John Degenkolb     | Giant-Alpecin    | + 2"     |
| 4                   | Tony Martin        | Etixx-Quick Step | + 7"     |
| 5                   | Michael Matthews   | Orica-GreenEdge  | + 9"     |
| 6                   | Luis León Sánchez  | Astana           | + 10"    |
| 7                   | Lars Boom          | Astana           | z.t.     |
| 8                   | Sylvain Chavanel   | IAM Cycling      | z.t.     |
| 9                   | Tom Dumoulin       | Giant-Alpecin    | + 13"    |
| 10                  | Geraint Thomas     | Team Sky         | z.t.     |
|                     |                    |                  |          |
| 18                  | Philippe Gilbert   | BMC Racing Team  | + 17"    |

### 3e etappe
De derde etappe stond in het teken van de overname van Orica-GreenEdge. Na een lange ontsnapping van de Fransen Florian Vachon, Jonathan Hivert, Thomas Voeckler en de Belg Philippe Gilbert was het de Australische formatie die de dienst uitmaakte. Na sterk kopwerk maakte de Australische renner Michael Matthews het karwei af. Hij won met overmacht de sprint, voor de Italianen Davide Cimolai en Giacomo Nizzolo.
Door de bonusseconden pakte Michael Matthews het geel over van de Pool Michał Kwiatkowski. Kwiatkowski viel samen met Rohan Dennis terug naar plaats twee en drie. De beste Nederlander Lars Boom verloor enkele seconden en viel zo buiten de top tien. De andere Nederlander, Tom Dumoulin, won zodoende een plek en sprong naar de achtste plaats toe. Philippe Gilbert won extra bonusseconden met zijn ontsnapping en fietste zich zo de top tien in.
Naast het geel pakte Matthews ook de leiding in het puntenklassement en het jongerenklassement. In het bergklassement werden er voor het eerst echt punten verdeeld met drie klimmetjes. Gilbert pakte hier de leiding.
| Saint-Amand-Montrond – Saint-Pourçain-sur-Sioule (179 km) |                     |                     |          |
| Plaats                                                    | Naam                | Ploeg               | Tijd     |
| Winnaar                                                   | Michael Matthews    | Orica-GreenEdge     | 4u32'11" |
| 2                                                         | Davide Cimolai      | Lampre-Merida       | z.t.     |
| 3                                                         | Giacomo Nizzolo     | Trek Factory Racing | z.t.     |
| 4                                                         | Alexander Kristoff  | Katjoesja           | z.t.     |
| 5                                                         | José Joaquín Rojas  | Movistar            | z.t.     |
| 6                                                         | Moreno Hofland      | LottoNL-Jumbo       | z.t.     |
| 7                                                         | Nacer Bouhanni      | Cofidis             | z.t.     |
| 8                                                         | Bryan Coquard       | Europcar            | z.t.     |
| 9                                                         | Arnaud Démare       | FDJ                 | z.t.     |
| 10                                                        | John Degenkolb      | Giant-Alpecin       | z.t.     |
|                                                           |                     |                     |          |
| 14                                                        | Jonas Van Genechten | IAM Cycling         | z.t.     |

| Algemeen klassement |                    |                  |           |
| Plaats              | Naam               | Ploeg            | Tijd      |
| 1                   | Michael Matthews   | Orica-GreenEdge  | 14u25'27" |
| 2                   | Michał Kwiatkowski | Etixx-Quick Step | + 1"      |
| 3                   | Rohan Dennis       | BMC Racing Team  | z.t.      |
| 4                   | John Degenkolb     | Giant-Alpecin    | + 3"      |
| 5                   | Tony Martin        | Etixx-Quick Step | + 8"      |
| 6                   | Luis León Sánchez  | Astana           | + 11"     |
| 7                   | Sylvain Chavanel   | IAM Cycling      | z.t.      |
| 8                   | Tom Dumoulin       | Giant-Alpecin    | + 14"     |
| 9                   | Geraint Thomas     | Team Sky         | z.t.      |
| 10                  | Philippe Gilbert   | BMC Racing Team  | z.t.      |

### 4e etappe
De klassementsrenners werden met vijf klimmen van de derde categorie, twee van de tweede en een aankomst van eerste categorie voor het eerst op de proef gesteld in de vierde etappe. De Belg Thomas De Gendt, Deen Chris Anker Sørensen en Canadees Antoine Duchesne gingen er met zijn drieën vandoor aan het begin van de etappe, maar hun ontsnappingspoging slaagde niet. Het leverde De Gendt, die alle klimmetjes als eerste bovenkwam, wel de bolletjestrui op.
Op de slotklim naar Croix de Chaubouret was het Team Sky die de lakens uitdeelde. Geraint Thomas en Richie Porte reden samen het peloton uit elkaar. De overwinning ging vervolgens naar Porte. Michał Kwiatkowski reed naar de derde plaats, met een achterstand van acht seconden op het Sky duo. Tim Wellens en Tom Dumoulin werden beste Belg en Nederlander. Samen reden zij naar de veertiende en vijftiende plaats toe, met een achterstand van een minuut en vier seconden.
In het algemeen klassement nam de Pool Michał Kwiatkowski weer de leiding over van Michael Matthews. Richie Porte en Geraint Thomas klommen beide sterk in het algemeen klassement. Porte staat na de vierde etappe tweede met één seconde achterstand en Thomas derde met drie seconden. De beste Nederlander is Tom Dumoulin op de vijftiende plaats, met een achterstand van een minuut en dertien seconden. Tim Wellens is de beste Belg op de achttiende plaats, hij staat een minuut en vijfentwintig seconden achter Kwiatkowski.
Kwiatkowski pakt naast het geel ook weer de witte trui van het jongerenklassement. Het bergklassement ging, door alle klimmetjes onderweg, naar de Belg Thomas De Gendt. De Australiër Michael Matthews houdt na de vierde etappe alleen nog de leiding in het puntenklassement. De Kazachse formatie Astana pakte de leiding het ploegenklassement.
| Varennes-sur-Allier – Croix de Chaubouret (204 km) |                    |                  |          |
| Plaats                                             | Naam               | Ploeg            | Tijd     |
| Winnaar                                            | Richie Porte       | Team Sky         | 5u18'39" |
| 2                                                  | Geraint Thomas     | Team Sky         | z.t.     |
| 3                                                  | Michał Kwiatkowski | Etixx-Quick Step | + 8"     |
| 4                                                  | Jakob Fuglsang     | Astana           | z.t.     |
| 5                                                  | Tejay van Garderen | BMC Racing Team  | + 17"    |
| 6                                                  | Rui Costa          | Lampre-Merida    | + 24"    |
| 7                                                  | Tony Gallopin      | Lotto Soudal     | z.t.     |
| 8                                                  | Fabio Aru          | Astana           | z.t.     |
| 9                                                  | Rafael Valls       | Lampre-Merida    | z.t.     |
| 10                                                 | Simon Špilak       | Katjoesja        | z.t.     |
|                                                    |                    |                  |          |
| 14                                                 | Tim Wellens        | Lotto Soudal     | + 1'04"  |
| 15                                                 | Tom Dumoulin       | Giant-Alpecin    | z.t.     |

| Algemeen klassement |                    |                  |           |
| Plaats              | Naam               | Ploeg            | Tijd      |
| 1                   | Michał Kwiatkowski | Etixx-Quick Step | 19u44'11" |
| 2                   | Richie Porte       | Team Sky         | + 1"      |
| 3                   | Geraint Thomas     | Team Sky         | + 3"      |
| 4                   | Tejay van Garderen | BMC Racing Team  | + 27"     |
| 5                   | Jakob Fuglsang     | Astana           | + 32"     |
| 6                   | Tony Gallopin      | Lotto Soudal     | + 38"     |
| 7                   | Rui Costa          | Lampre-Merida    | + 41"     |
| 8                   | Gorka Izagirre     | Movistar         | + 44"     |
| 9                   | Tiago Machado      | Katjoesja        | + 50".    |
| 10                  | Rafael Valls       | Lampre-Merida    | + 51"     |
|                     |                    |                  |           |
| 15                  | Tom Dumoulin       | Giant-Alpecin    | + 1'13"   |
| 18                  | Tim Wellens        | Lotto Soudal     | + 1'25"   |

### 5e etappe
| Saint-Étienne – Rasteau (192 km) |                    |                              |          |
| Plaats                           | Naam               | Ploeg                        | Tijd     |
| Winnaar                          | Davide Cimolai     | Lampre-Merida                | 4u12'09" |
| 2                                | Bryan Coquard      | Europcar                     | z.t.     |
| 3                                | Michael Matthews   | Orica-GreenEdge              | z.t.     |
| 4                                | Nacer Bouhanni     | Cofidis                      | z.t.     |
| 5                                | José Joaquín Rojas | Movistar                     | z.t.     |
| 6                                | Alexander Kristoff | Katjoesja                    | z.t.     |
| 7                                | Matti Breschel     | Tinkoff-Saxo                 | z.t.     |
| 8                                | Daniel McLay       | Bretagne-Séché Environnement | z.t.     |
| 9                                | Samuel Dumoulin    | AG2R La Mondiale             | z.t.     |
| 10                               | Sylvain Chavanel   | IAM Cycling                  | z.t.     |

| Algemeen klassement |                    |                  |          |
| Plaats              | Naam               | Ploeg            | Tijd     |
| 1                   | Michał Kwiatkowski | Etixx-Quick Step | 23u56'20 |
| 2                   | Richie Porte       | Team Sky         | + 1"     |
| 3                   | Geraint Thomas     | Team Sky         | + 3"     |
| 4                   | Tejay van Garderen | BMC Racing Team  | + 27"    |
| 5                   | Jakob Fuglsang     | Astana           | + 32"    |
| 6                   | Tony Gallopin      | Lotto Soudal     | + 38"    |
| 7                   | Rui Costa          | Lampre-Merida    | + 41"    |
| 8                   | Gorka Izagirre     | Movistar         | + 44"    |
| 9                   | Tiago Machado      | Katjoesja        | + 50".   |
| 10                  | Rafael Valls       | Lampre-Merida    | + 51"    |
|                     |                    |                  |          |
| 15                  | Tom Dumoulin       | Giant-Alpecin    | + 1'13"  |
| 18                  | Tim Wellens        | Lotto Soudal     | + 1'25"  |

### 6e etappe
| Vence – Nice (182 km) |                  |               |          |
| Plaats                | Naam             | Ploeg         | Tijd     |
| Winnaar               | Tony Gallopin    | Lotto Soudal  | 4u52'57" |
| 2                     | Simon Špilak     | Katjoesja     | + 32"    |
| 3                     | Rui Costa        | Movistar      | z.t.     |
| 4                     | Jakob Fuglsang   | Astana        | z.t.     |
| 5                     | Rafael Valls     | Lampre-Merida | + 35"    |
| 6                     | Michael Valgren  | Tinkoff-Saxo  | + 1'00"  |
| 7                     | Tim Wellens      | Lotto Soudal  | z.t.     |
| 8                     | Sylvain Chavanel | IAM Cycling   | z.t.     |
| 9                     | Arthur Vichot    | FDJ           | z.t.     |
| 10                    | Nicolas Edet     | Cofidis       | z.t.     |
|                       |                  |               |          |
| 16                    | Wilco Kelderman  | LottoNL-Jumbo | + 2'17"  |

| Algemeen klassement |                    |                  |           |
| Plaats              | Naam               | Ploeg            | Tijd      |
| 1                   | Tony Gallopin      | Lotto Soudal     | 28u49'42" |
| 2                   | Richie Porte       | Team Sky         | + 36"     |
| 3                   | Michał Kwiatkowski | Etixx-Quick Step | + 37"     |
| 4                   | Geraint Thomas     | Team Sky         | + 38"     |
| 5                   | Jakob Fuglsang     | Astana           | z.t.      |
| 6                   | Rui Costa          | Lampre-Merida    | + 42"     |
| 7                   | Simon Špilak       | Katjoesja        | + 53"     |
| 8                   | Rafael Valls       | Lampre-Merida    | + 1'01"   |
| 9                   | Gorka Izagirre     | Movistar         | + 1'19"   |
| 10                  | Tim Wellens        | Lotto Soudal     | + 2'00"   |
|                     |                    |                  |           |
| 15                  | Wilco Kelderman    | LottoNL-Jumbo    | + 3'28"   |

### 7e etappe

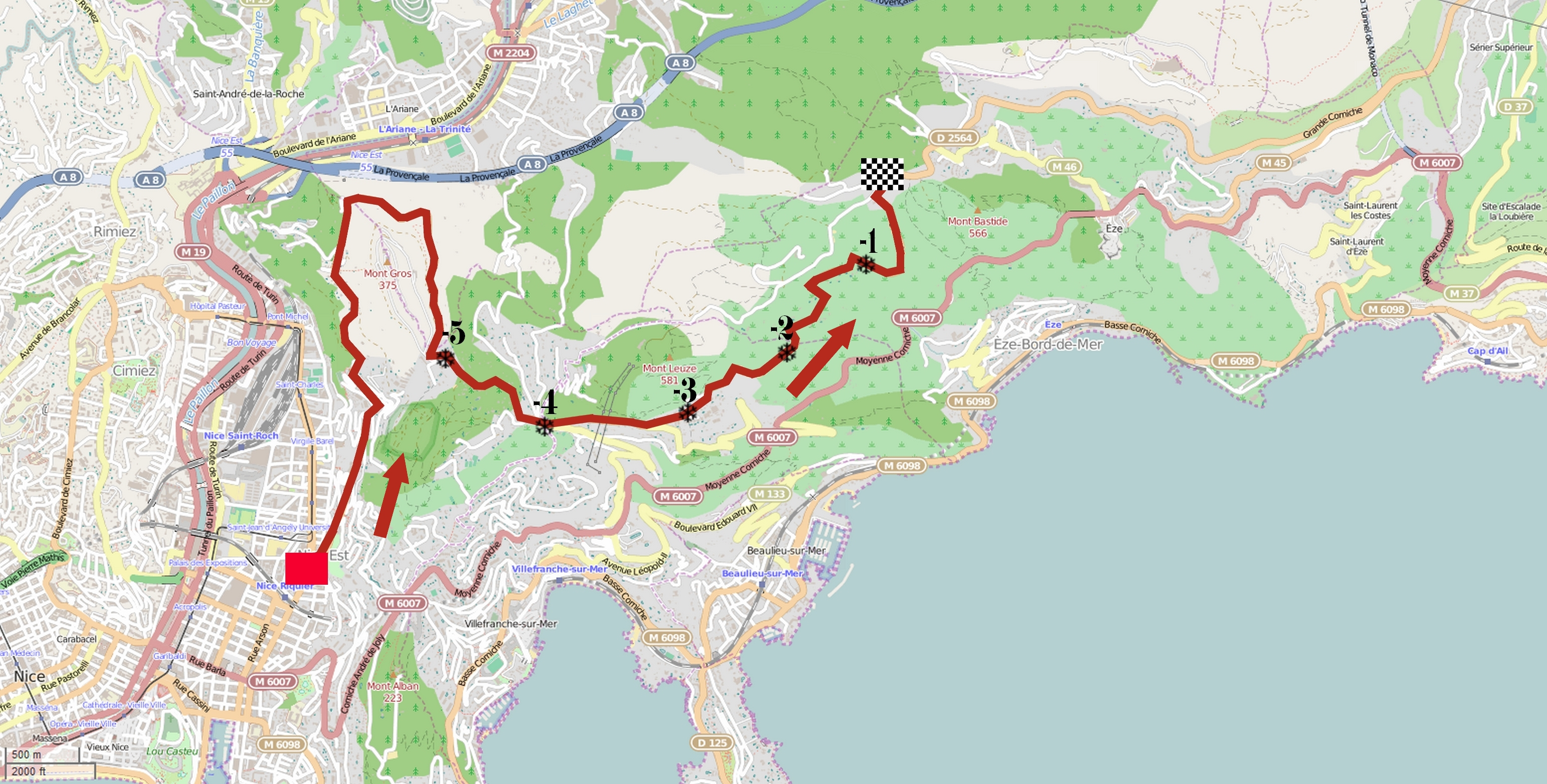
Parcours 7e etappe

| Nice – Col d'Eze (10 km) |                    |                   |         |
| Plaats                   | Naam               | Ploeg             | Tijd    |
| Winnaar                  | Richie Porte       | Team Sky          | 20'23"  |
| 2                        | Simon Špilak       | Katjoesja         | +13"    |
| 3                        | Rui Costa          | Movistar          | +24"    |
| 4                        | Tony Martin        | Etixx-Quick Step  | +29"    |
| 5                        | Michał Kwiatkowski | Etixx-Quick Step  | +29"    |
| 6                        | Andrew Talansky    | Cannondale-Garmin | +37"    |
| 7                        | Geraint Thomas     | Team Sky          | +39"    |
| 8                        | Jon Izagirre       | Movistar          | +50"    |
| 9                        | Tim Wellens        | Lotto Soudal      | +54"    |
| 10                       | Gorka Izagirre     | Movistar          | +55".   |
|                          |                    |                   |         |
| 25                       | Dylan van Baarle   | Cannondale-Garmin | + 1'31" |

## Klassementen

### Algemeen Klassement
| Algemeen klassement |                    |                     |           |
| Plaats              | Naam               | Ploeg               | Tijd      |
| Gele trui           | Richie Porte       | Team Sky            | 29u10'41" |
| 2                   | Michał Kwiatkowski | Etixx-Quick Step    | +30"      |
| 3                   | Simon Špilak       | Katjoesja           | +30"      |
| 4                   | Rui Costa          | Movistar            | +30"      |
| 5                   | Geraint Thomas     | Team Sky            | +41"      |
| 6                   | Tony Gallopin      | Lotto Soudal        | + 1'03"   |
| 7                   | Jakob Fuglsang     | Astana              | + 1'05"   |
| 8                   | Rafael Valls       | Lampre-Merida       | + 1'24"   |
| 9                   | Gorka Izagirre     | Movistar            | + 1'38"   |
| 10                  | Tim Wellens        | Lotto Soudal        | + 2'18"   |
| 11                  | Sylvain Chavanel   | IAM Cycling         | + 2'48"   |
| 12                  | Arthur Vichot      | FDJ                 | + 2'50"   |
| 13                  | Nicolas Edet       | Cofidis             | + 2'58"   |
| 14                  | Romain Bardet      | AG2R La Mondiale    | + 4'02"   |
| 15                  | Wilco Kelderman    | LottoNL-Jumbo       | + 5'21"   |
| 16                  | Tejay van Garderen | BMC Racing Team     | + 5'41"   |
| 17                  | Jan Bakelants      | AG2R La Mondiale    | + 7'36"   |
| 18                  | Maxime Bouet       | Etixx-Quick Step    | + 8'18"   |
| 19                  | Luis Ángel Maté    | Cofidis             | + 9'22"   |
| 20                  | Robert Kišerlovski | Trek Factory Racing | + 11'08"  |

### Puntenklassement
| Puntenklassement |                    |                  |        |
| Plaats           | Naam               | Ploeg            | Punten |
| Groene trui      | Michael Matthews   | Orica-GreenEdge  | 38     |
| 2                | Alexander Kristoff | Katjoesja        | 32     |
| 3                | Richie Porte       | Team Sky         | 30     |
| 4                | Michał Kwiatkowski | Etixx-Quick Step | 30     |
| 5                | Simon Špilak       | Katjoesja        | 25     |

### Bergklassement
| Bergklassement |                      |                 |        |
| Plaats         | Naam                 | Ploeg           | Punten |
| Bolletjestrui  | Thomas De Gendt      | Lotto Soudal    | 78     |
| 2              | Richie Porte         | Team Sky        | 26     |
| 3              | Philippe Gilbert     | BMC Racing Team | 21     |
| 4              | Chris Anker Sørensen | Tinkoff-Saxo    | 21     |
| 5              | Lars Boom            | Astana          | 20     |

### Jongerenklassement
| Jongerenklassement |                    |                     |           |
| Plaats             | Naam               | Ploeg               | Tijd      |
| Witte trui         | Michał Kwiatkowski | Etixx-Quick Step    | 29u11'11" |
| 2                  | Tim Wellens        | Lotto Soudal        | +1'48"    |
| 3                  | Romain Bardet      | AG2R La Mondiale    | +3'32"    |
| 4                  | Wilco Kelderman    | LottoNL-Jumbo       | +4'51"    |
| 5                  | Bob Jungels        | Trek Factory Racing | +13'42"   |

### Ploegenklassement
| Ploegenklassement |                  |           |
| Plaats            | Ploeg            | Tijd      |
|                   | Team Sky         | 87h41'05" |
| 2                 | Movistar         | + 6'35"   |
| 3                 | Etixx-Quick Step | + 8'57"   |
| 4                 | AG2R La Mondiale | +14'10"   |
| 5                 | Lampre-Merida    | +16'19"   |

### Klassementenverloop
| Rit         | Winnaar            | Algemeen klassement | Puntenklassement   | Bergklassement   | Jongerenklassement | Ploegenklassement |
| ----------- | ------------------ | ------------------- | ------------------ | ---------------- | ------------------ | ----------------- |
| P           | Michał Kwiatkowski | Michał Kwiatkowski  | Michał Kwiatkowski | niet uitgereikt  | Michał Kwiatkowski | BMC Racing Team   |
| 1           | Alexander Kristoff | Michał Kwiatkowski  | Alexander Kristoff | Jonathan Hivert  | Michał Kwiatkowski | BMC Racing Team   |
| 2           | André Greipel      | Michał Kwiatkowski  | Alexander Kristoff | Jonathan Hivert  | Michał Kwiatkowski | BMC Racing Team   |
| 3           | Michael Matthews   | Michael Matthews    | Michael Matthews   | Philippe Gilbert | Michael Matthews   | BMC Racing Team   |
| 4           | Richie Porte       | Michał Kwiatkowski  | Michael Matthews   | Thomas De Gendt  | Michał Kwiatkowski | Astana            |
| 5           | Davide Cimolai     | Michał Kwiatkowski  | Michael Matthews   | Thomas De Gendt  | Michał Kwiatkowski | Astana            |
| 6           | Tony Gallopin      | Tony Gallopin       | Michael Matthews   | Thomas De Gendt  | Michał Kwiatkowski | Team Sky          |
| 7           | Richie Porte       | Richie Porte        | Michael Matthews   | Thomas De Gendt  | Michał Kwiatkowski | Team Sky          |
| Einduitslag | Einduitslag        | Richie Porte        | Michael Matthews   | Thomas De Gendt  | Michał Kwiatkowski | Team Sky          |

## Tv-rechten
In Vlaanderen werd Parijs-Nice live uitgezonden op de VRT en 's zondags op Canvas. In Nederland was het te volgen via Eurosport.